# Анастасьевка (Курская область)
Анаста́сьевка — деревня в Льговском районе Курской области России. Входит в состав Вышнедеревенского сельсовета.

## География
Деревня находится на реке Малая Локня (левый приток Локни в бассейне Суджи), в 27,5 км от российско-украинской границы, в 71 км к юго-западу от Курска, в 21 км к югу от районного центра — города Льгов, в 11,5 км от центра сельсовета — села Вышние Деревеньки.
Климат
Анастасьевка, как и весь район, расположена в поясе умеренно континентального климата с тёплым летом и относительно тёплой зимой (Dfb в классификации Кёппена).
Часовой пояс
Деревня Анастасьевка, как и вся Курская область, находится в часовой зоне МСК (московское время). Смещение применяемого времени относительно UTC составляет +3:00.

## Население
| 2002 | 2010 |
| ---- | ---- |
| 19   | ↘6   |

## Инфраструктура
Личное подсобное хозяйство. В деревне 6 дома.

## Транспорт
Анастасьевка находится в 18 км от автодороги регионального значения 38К-017 (Курск — Льгов — Рыльск — граница с Украиной), в 1,5 км от автодороги 38К-024 (Льгов — Суджа), в 19 км от автодороги 38К-030 (Рыльск — Коренево — Суджа), в 1,5 км от автодороги межмуниципального значения 38Н-564 (38К-030 — Каучук — 38К-024), в 3,5 км от ближайшего (закрытого) ж/д остановочного пункта Анастасьевка (линия Льгов I — Подкосылев).
В 129 км от аэропорта имени В. Г. Шухова (недалеко от Белгорода).